# Drosophila tibudu
Drosophila tibudu este o specie de muște din genul Drosophila, familia Drosophilidae, descrisă de Burla în anul 1954. Conform Catalogue of Life specia Drosophila tibudu nu are subspecii cunoscute.